# سندرم ماری آنتوانت
Canities subita که سندرم ماری آنتوانت یا سندرم تامس مور نیز نامیده میشود وضعیتی است که ادعا میشود فرد در اثر اضطراب یا تنش طی زمان کوتاهی موهایش سفید میشود. گفته میشود ماری آنتوانت، طی انقلاب فرانسه و قبل از اعدام موهایش کاملا سفید شده بود. همچنین میگویند سر تامس مور شب قبل از اعدام به این موضوع دچار شده بود. اگرچه موارد دیگری از سفید شدن سریع مو گزارش شده است اما تغییرات پاتوفیزیولوژی زمینه‌ای به طور کافی مورد مطالعه قرار نگرفته است.

## نظریاتی بر علت بروز
فرض بر این است که این سندرم نوعی از طاسی منطقه‌ای گسترده یا نوعی ریزش مو خودایمنی است که تنها بر روی موهای رنگدانه‌دار تاثیر میگذارد. سندرم ماری آنتوانت ناشی از سطوح بالای اضطراب عاطفی است که به نوبه‌ی خود باعث کاهش رنگدانه‌های مو میشود. مشخص شده که برخی موها با کاهش اضطراب میتوانند دوباره رنگ خود را بازیابند.
یک مطالعه با آزمایش بر روی موش‌ها نشان داد که استرس باعث سفیدی مو میشود، حتی اگر سیستم ایمنی سرکوب شود(رد خودایمنی بودن)و اگر غدد کورتیزول برداشته شوند. این مطالعه به این نتیجه رسید که فعال شدن بیش از حد سیستم عصبی سمپاتیک باعث می‌شود سلول‌های بنیادی، تولید سلول‌های رنگدانه در فولیکول‌های مو را متوقف کنند.